# Борок (Рязанская область)
Борок — село в Шиловском районе Рязанской области в составе Шиловского городского поселения.

## Географическое положение
Село Борок расположено  на правом берегу реки Пары вблизи её устья в 5 км к северо-востоку от пгт Шилово. Расстояние от поселка до районного центра Шилово по автодороге — 6 км.
К западу от села расположены река Пара, озера Хомут (Боровое) и Арапаево, урочище Теплый Стан; к северу — затон Бокино, озера Верженец, Килькиха, Ундрих, и урочища Белые Бугры, Дьячково Болото, Алдонин Карёк, Наврис, Маняткин Лесок, Медный Котел и Куцкое; к востоку — урочище Крутов и река Тырница с Ведявиной Заводью; к югу — озеро Лапушное и урочище Ближняя Сувратка. Ближайшие населенные пункты — пгт Шилово, поселок Новая Жизнь и село Берёзово.

## Население
По данным переписи населения 2010 года в селе Борок постоянно проживают 365 чел. (в 1992 году — 445 чел.).

## Происхождение названия
Рязанские краеведы А. В. Бабурин и А. А. Никольский полагают, что в основе наименования села лежит термин борок — небольшой бор.

## История
Местность в районе села Борок была издревле обжита человеком. Археологическими разведками в районе села обнаружены многочисленные археологические памятники: 0,8 км северо-восточнее села на левом берегу реки Тырница обнаружены остатки двух поселений эпохи бронзового века (второй половины 2 тыс. до н. э.); на западной окраине села на правом берегу реки Пара́ — остатки селища эпохи бронзового и раннего железного веков (2 тыс. до н. э. — 1 тыс. н. э.). В 300 м к северо-западу от села в местности «Белые Бугры» найдены остатки городища 1 тыс. н. э., неподалеку от него, в 3 км к северу от села, на левобережье реки Тырница, на восточном берегу пойменного озера Ундрих, у дюнообразного всхолмления Ундрих — могильник 1 тыс. н. э. (Ундрих). В погребении 525 могильника Борок 2 найден бронзовый римский медальон императора Септимия Севера 194—196 гг. и детали ременной диадемы, украшенные стилизованными изображениями птиц. Появление ременных диадем у рязано-окцев может быть объяснено лишь непосредственными контактами в финале гуннского времени с представителями восточногерманского населения. В могильниках рязано-окской культуры захоронения производились преимущественно по обряду ингумации, вытянуто на спине, в подпрямоугольных ямах. Женщин хоронили в традиционном уборе с множеством деталей и украшений, мужчин — с предметами вооружения и сосудами. Часть захоронений была произведена по обряду кремации на стороне с переносом остатков кремации, как правило, очищенных от угля, в обычную грунтовую яму. В 2019 году было проведено предварительное генетическое исследование образцов из материалов раскопок А. Н. Гаврилова на могильнике Ундрих в 1983 году. Изучение останков из погребения воина высшего сословия из могильника Ундрих 2015 яма 90, датируемого концом V века, позволило выявить черты средиземноморского антропологического типа. Погребение воина сопровождалось богатым оружейным инвентарём: два меча (длинный и короткий), наконечники дротиков и боевой топор.
Впервые село Борок упоминается в «Жалованной подтвердительной несудимой на данного пристава и заповедной (от владычных пошлинников) грамоте», выданной в 1520 году великим князем Василием III Ивановичем (1505—1533) игумену Терехова Воскресенского монастыря Роману на его владения — сельцо Тереховское, Селивановское и Верхние Рясы Васильевские Александровские с починком, угодьями и половиною Шиловского мыта в Старорязанском стане на Мещерской стороне в Рязанском уезде. Село именовалось в данной грамоте как «…в Мещерском уезде починок на Корноуховском берегу», и являлось в то время владением Терехова Воскресенского монастыря.
Название Корноуховский починок произошло от местности, которая от Терехова монастыря, по реке Оке до реки Пары напоминает ухо. Пара, впадая в реку Оку, отсекает мочку «этого уха» — и топоним приобретает корноухий вид. 10 июля 1584 года в «Отписи Никиты Саврасова в получении полоняничных денег за 7092 г. с вотчины Терехова монастыря села Корнауховский Борок в Тынорской волости в Мещере» — бывший починок показан уже как село Корнауховский Борок, позже оно станет просто селом Борок.

Село Борок находилось во владении Терехово-Воскресенского монастыря вплоть до начала XVIII в., когда началось отчуждение монастырских и некоторых церковных земель в пользу дворян. В окладных книгах за 1716 год Борок значится селом с деревянной церковью во имя святителя Николая Чудотворца. При ней первоначально церковной земли состояло 
«2 четверти в поле, в дву потомуж, в приходе: двор помещиков, 6 дворов крестьянских, двор солдатской жены. Дани положено на год платить, по скаске попа Никиты и по досмотру подьячева Ивана Кирилова, 8 алтын з денгою, пошлин гривна десятильнича, доходу полтина».

Герб рода дворян Фатовых.

В начале XIX в. вместо старой ветхой деревянной Никольской церкви по инициативе и на средства местной помещицы Марии Лаврентьевны Фатовой была построена новая, также деревянная, в то же храмонаименование с приделом во имя Илии Пророка, которая была освящена в 1801.
К 1833 году владелицей части села Борок числилась коллежская регистраторша Варвара Алексеевна Фатова (урожденная княжна Кропоткина), за которой числилось в селе 65 душ крепостных крестьян и хлебная пристань на реке Оке.
Во второй половине XIX в. в селе Борок был построен третий по счету деревянный Никольский храм, деятельное участие в создании которого приняли Николай и Михаил Глебовичи Фатовы. В этом храме придельный престол в честь Илии Пророка был освящен 14 мая 1868 года, а главный в честь святителя Николая Чудотворца — 19 октября 1873 года. В 1874 году местным священником в селе была открыта церковно-приходская школа, перешедшая в дальнейшем в ведение земства.
К 1891 году, по данным И. В. Добролюбова, в приходе Никольского храма села Борок, состоявшем из одного села, числилось 163 двора, в коих проживало 533 души мужского и 572 души женского пола, в том числе грамотных 175 мужчин и 70 женщин.
В конце XIX — начале XX вв. в селе Борок действовал действовал крахмало-паточный завод.
19 апреля 2006 года, на основании постановления Рязанской областной Думы, село Борок было передано из Березовского сельского округа в состав Шиловского городского поселения.

## Социальная инфраструктура
В селе Борок Шиловского района Рязанской области имеются Дом культуры (филиал Прибрежненского ДК) и библиотека.

## Транспорт
Основные грузо- и пассажироперевозки осуществляются автомобильным и железнодорожным транспортом: через село проходит автомобильная дорога регионального значения Р125: «Ряжск — Касимов — Нижний Новгород». На южной окраине села находится остановочный пункт «Борок» железнодорожной линии «Рязань — Пичкиряево» Московской железной дороги.